# Félix R. Bertrand
Félix Routhier Bertrand (* 12. Oktober 1909 in Montreal; † 28. Juli 1978 in Moncton/New Brunswick) war ein kanadischer Organist, Chorleiter und Komponist.

## Leben
Betrand war ein Großneffe von Adolphe-Basile Routhier, dem Textdichter der kanadischen Nationalhymne O Canada. Er begann seine Ausbildung am  Collège séraphique und studierte Orgel bei Hervé Cloutier, Raoul Paquet und Georges-Émile Tanguay, Klavier bei Rose Goldblatt und gregorianischen Gesang bei Jean-Noël Charbonneau, Lucien David und Georges Mercure. 1938 wurde er offizieller Organist des National Eucharistic Congress in Quebec. Außerdem hatte er Organistenstellen an der Kathedrale von Chatham und von 1948 bis 1950 an Saint-Louis-de-France in Montreal inne und war von 1961 bis 1974 Organist und Chorleiter an der Kathedrale Notre-Dame-de-l'Assomption in Moncton.
In Montreal gründete Bertrand den Cœur mixte und arbeitete als Organist für mehrere Radiostationen. 1948 erschien in Montreal seine Doktorarbeit La Musique à la radio. Er gab zahlreiche Recitals in Kanada und den USA und weihte mehr als fünfzig Orgeln ein. Aufnahmen spielte er bei den Labels Polydor und RCA Records ein. Er war Präsident der Casavant Society of Montreal und von 1953 bis 1957 der Quebec Music Teachers' Association. Neben der Kantate Peace (1944) komponierte Bertrand Motetten und weitere Vokalwerke, ein Streichquartett und zahlreiche Arrangements.